# مارتن كوين
مارتن كوين (بالإنجليزية: Martin Quinn)‏ هو سياسي أيرلندي، ولد في 24 ديسمبر 1949. حزبياً، نشط في فيانا فايل.